# Actinidia polygama
Actinidia polygama is een plant uit de kiwifamilie die groeit in de bergachtige gebieden in China en Japan op hoogten van 500 tot 1900 meter. Het is een bladverliezende klimplant die 5 meter lang kan worden.
De vruchten zijn eetbaar en lijken op de gewone kiwi maar hebben oranje vruchtvlees. Van de plant kan ook thee worden gezet.
De gedroogde houtige takjes van de plant worden in de dierenwinkel verkocht onder de Japanse naam matatabi. De bladeren en takken hebben een grote aantrekkingskracht op katachtigen. Katten die een matatabistokje krijgen gaan ermee spelen, eraan ruiken en bijten. Daarbij gaan ze ook rollen, ook op de plek waar de matatabi gelegen heeft. Katten raken opgewonden van het contact met matatabi, daarna treedt relaxatie op. Verantwoordelijk voor deze werking zijn de stoffen actinidine (ook gevonden in valeriaan), actinidiolide en dihydroactinidiolide, een lactonverbinding die alleen in deze plant gevonden is.